# Rio das Flores
Rio das Flores è un comune del Brasile nello Stato di Rio de Janeiro, parte della mesoregione del Sul Fluminense e della microregione di Barra do Piraí.
Il comune è diviso in 4 distretti: Rio das Flores (sede comunale), Manuel Duarte, Taboas e Abarracamento. 
Edir Macedo Bezerra, il fondatore e leader della Chiesa universale del regno di Dio (nella quale è conosciuto come Bispo Macedo) nacque a Rio das Flores il 18 gennaio del 1945.